# Досел
Досел (фр. Docelles) насеље је и општина у североисточној Француској у региону Лорена, у департману Вогези која припада префектури Епинал.
По подацима из 2011. године у општини је живело 955 становника, а густина насељености је износила 109,27 становника/km². Општина се простире на површини од 8,74 km². Налази се на средњој надморској висини од 376 метара (максималној 630 m, а минималној 373 m).

## Демографија
| 1962. | 1968. | 1975. | 1982. | 1990. | 1999. | 2011. |
| ----- | ----- | ----- | ----- | ----- | ----- | ----- |
| 1.058 | 1.087 | 1.004 | 1.071 | 1.024 | 1.011 | 955   |

График промене броја становника у току последњих година